# Viktoriánus kori divat

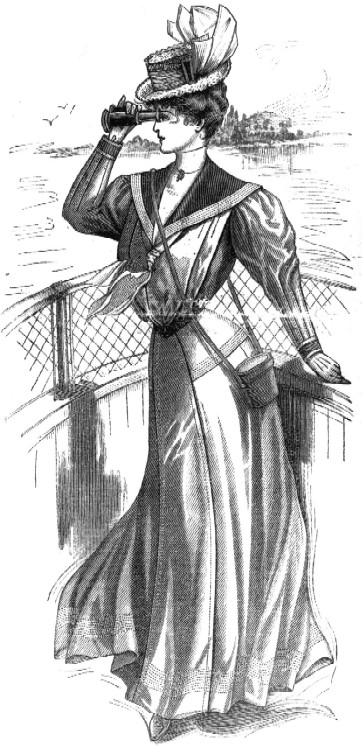

A viktoriánus divat az 1837 és 1901 közötti időszakban, Viktória brit királynő uralkodása alatt alakult ki. Ez a korszak a ruházat terén gyorsan változott, amely tükrözte a társadalmi osztályok, az iparosodás és a kulturális normák átalakulását. A divat az egyén társadalmi státuszának, gazdagságának és erkölcsi elvárásainak megjelenítése volt, különös hangsúlyt fektetve a szexualitás, a szerénység és a társadalmi szerepek körüli elvárásokra.

## Férfidivat

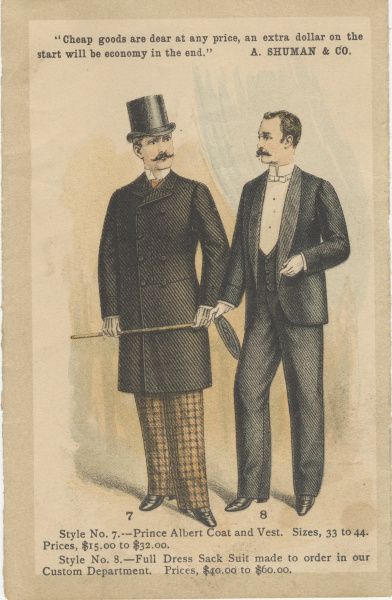

A viktoriánus férfidivatot a visszafogottság és a praktikum jellemezte. A férfiak öltözéke viszonylag kevés változáson ment keresztül a korszak alatt, de a részletek fontos szerepet játszottak.

### Zakók és kabátok
A férfiak gyakran viseltek hosszú, testhez simuló kabátokat, mint a frakk vagy a zubbony, amelyek általában gyapjúból készültek. Az 1860-as évek végére a háromrészes öltöny (zakó, mellény és nadrág) vált népszerűvé. A nappali ruházatot visszafogott színek és egyszerű minták jellemezték, míg az esti viselet ünnepélyesebb, sötétebb árnyalatokkal készült.

### Nadrág és alsónemű
A nadrág a viktoriánus korban hosszú és bő volt, bokánál szűkült. Az ínnadrág egy korai forma, amely később szorosabbra váltott. A férfiak a korai időkben feszes derékszíjat viseltek, amely később a nadrágtartóra cserélődött.

### Cipők és kiegészítők
A férfiak bőr bakancsot és cipőt hordtak, általában fűzős modelleket. A kiegészítők között megtalálható volt a nyakkendő, a séta pálca, valamint a magas, cilinder kalap.

## Női divat
A női divat jelentősen változott a korszak során, és nagyobb figyelmet kapott, mint a férfiaké. Az öltözködés szorosan kötődött a társadalmi elvárásokhoz, és gyakran korlátozó volt, különösen a sziluett kialakításában.

### Korai viktoriánus divat (1837–1860)
A nők ruházata a szűk derékra és a bő szoknyára helyezte a hangsúlyt. A derékvonalat fűzővel formálták, míg a szoknyákhoz gyakran használtak krinolint, egy merev alsószoknyát, amely a szoknya bő megjelenését biztosította. Az off-the-shoulder (vállnélküli) ruha volt a korban népszerű, amely széles, kerek dekoltázzsal rendelkezett, és a szoknya bőségesen redőzött volt.

### Középső viktoriánus divat (1860–1880)
Az 1860-as években a krinolin népszerűsége csökkent, és a tournűr (egy hátsó kiemelő, amely a derékvonal mögött helyezkedett el) vette át a helyét. A tournűr segítségével a ruhák hátuljának kiemelése hangsúlyosabb lett, míg elöl laposabb maradt. A ruhák anyaga egyre luxusabbá vált, szaténból, selyemből és bársonyból készültek, díszítésekkel, mint csipke és hímzés.

### Késő viktoriánus divat (1880–1901)
Az 1880-as évek vége felé a ruhák sziluettje szűkebb lett, a tournűr divatja lassan eltűnt, és a női ruházat kevésbé extravagánssá vált. A fekete gyászruha különösen népszerű lett Viktória királynő gyászát követően, és a gyász divatját sokáig követték a nők.

### Kiegészítők
A nők széles választékban viseltek kiegészítőket: kalapok, parasol (napernyők), kesztyűk, és ékszerek voltak mindennaposak. A viktoriánus ékszerek gyakran tartalmaztak személyes elemeket, mint a hajból készített ékszerek, amelyek egy elhunyt személy emlékére készültek.

#### Alsónemű és fűzők
A viktoriánus korban az alsónemű rétegezése kulcsfontosságú volt a nők számára. A fűzők az alak formálására szolgáltak, szorosan meghúzva a derék környékén, gyakran egészségügyi problémákat okozva a viselőik számára. A fűző fölött több réteg alsóneműt viseltek, mint például a kombiné, amely hosszú ingként szolgált, valamint a bugyogó, amely bő volt és a térd alatt végződött.

#### Hajviselet
A női hajviselet a viktoriánus korban is változott. A korai években a haj formálása komplikált kontyokban történt, gyakran középen elválasztva. Az 1860-as évekre a hajviselet egyszerűbbé vált, gyakran laza fürtökkel vagy copfokkal. A késői években a haj nagyobb volumennel rendelkezett, gyakran hajbetétekkel megnövelve.

## Gyermekdivat
A gyermekek ruházata szorosan követte a felnőtt divatot, bár a fiúk és lányok öltözéke különbözött. A lányok szoknyát és fűző nélküli ruhákat hordtak, míg a fiúk gyakran viseltek tengerészruhát, amely divatos és kényelmes volt.

## Viktoriánus divat hatása
A viktoriánus divat szoros kapcsolatban állt a társadalmi státusszal, a család fontosságával és az iparosodással. A korszak ipari fejlődése lehetővé tette az olcsóbb ruhák előállítását, ami a divatot hozzáférhetőbbé tette a középosztály számára. A viktoriánus divat nagy hatással volt a későbbi korok stílusaira, és továbbra is inspirációt nyújt a modern divattervezés számára.